# Nicole Wermers
Nicole Wermers (* 1971 in Emsdetten) ist eine deutsche Collagekünstlerin, Bildhauerin und Installationskünstlerin. Sie verwendet für ihre Arbeiten unterschiedliche Materialien unter anderem Metall, Keramik, Stein, sowie Alltagsgegenstände.

## Leben und Werk
Nicole Wermers wurde 1971 im westfälischen Emsdetten geboren. Von 1990 bis 1997 studierte sie an der Hochschule für bildende Künste Hamburg bei Sigmar Polke und Claus Böhmler. 1999 erlangte sie den Master of Fine Arts am Central Saint Martins College of Art and Design in London. Sie lebt und arbeitete in London. Seit 2017 ist Nicole Wermers Professorin an der Akademie der Bildenden Künste München.
Bekannte, dreidimensionale Werke von Nicole Wermers sind Wasserregal/watershelf, (2011), Abwaschskulptur/dishwashing sculpture (2012–2013), Il Dehors, (2012) Untitled Chairs (2014–15) und Sequence I–IV (2015).

## Ausstellungen (Auswahl)

### Einzelausstellungen
- 2002: French Junkies, Produzentengalerie Hamburg
- 2003: Galerie Borgmann-Nathusius, Köln
- 2004: Chemie Wiener Secession, Wien[5]
- 2006: Reiche Verwandte, Herald St, London
- 2006: Earring, Camden Art Centre, London
- 2007: Filialen, Produzentengalerie Hamburg
- 2007: Masse und Auflösung, Aspen Art Museum, Aspen, Colorado
- 2008: Public Rain Fries, Georg Kargl Box, Wien
- 2008: Public Rain, Herald St, London
- 2011: Buhuu Suites, Herald St, London
- 2011: Hôtel Biron, Kunstverein für die Rheinlande und Westfalen, Düsseldorf
- 2012: Spray, Tanya Bonakdar Gallery, New York
- 2012: Il Dehors, Deutsche Akademie Rom Villa Massimo, Rom
- 2013: Austern mit Senf, S.A.L.E.S., Rom
- 2013: Manners, site specific installation, Tate Britain, London
- 2014: The London Shape, Stanley Picker Gallery, Kingston University, Kingston upon Thames
- 2015: Turner Prize 2015, Tramway, Glasgow
- 2015: Infrastruktur, Herald St, London[6]
- 2016: Givers & Takers, Tanya Bonakdar Gallery, New York

### Gruppenausstellungen
- 2001: German Leitkultur, Kunsthalle Friedericianum, Kassel (Publikation)
- 2001: Selection of the Videonale Bonn, Museum Ludwig, Köln
- 2001: Szenenwechsel XX, Museum für Moderne Kunst, Frankfurt am Main
- 2001: Videonale Bonn, Bonner Kunstverein
- 2001: Zero Gravity, Kunstverein für die Rheinlande und Westfalen, Düsseldorf
- 2001: Sammlung Osthaus Museum Hagen, Hagen[7]
- 2002: Dorothea-von-Stetten-Kunstpreis, Kunstmuseum Bonn, Bonn
- 2004: Pin Ups, Contemporary Collage and Drawing, Tate Modern, London
- 2006: Tate Triennale, kuratiert von Beatrix Ruf, Tate Britain, London
- 2006: 100 Tage=100 Videos, Heidelberger Kunstverein, Heidelberg
- 2006: The Subversive Charm Of The Bourgeoisie, Van Abbemuseum, Eindhoven
- 2007: Weltempfänger, Galerie der Gegenwart, Hamburger Kunsthalle
- 2007: Half Square, Half Crazy, Villa Arson Centre d’Art, Nizza
- 2007: What We Bought, Camera Austria im Kunsthaus Graz
- 2008: Experimenta Folklore, Frankfurter Kunstverein, Frankfurt am Main
- 2008: Art Sheffield 08, S1 Artspace, Sheffield
- 2010: The New Décor, Hayward Gallery, London
- 2010: The New Decor, Garage Centre for Contemporary Arts, Moskau
- 2011: Arkhaiologia – Archäologie in der zeitgenössischen Kunst, Centre PasquArt, Biel
- 2011: A Darkness More Than Night, QUAD, Derby
- 2012: Re-generation, MACRO, Museo d’Arte Contemporanea, Rom
- 2012: A wavy line is drawn across the middle of the original plans, Kölnischer Kunstverein, Köln
- 2012: Out of Focus, Saatchi Gallery, London
- 2013: Villa Massimo, Martin-Gropius-Bau, Berlin
- 2013: Perspectives On Collage, Photographers Gallery, London
- 2014: A Singular Form, Kurator: Pablo Lafuente, Wiener Secession, Wien
- 2014: Hier Und Jetzt / Hic Et Nuc, Stift Klosterneuburg, Klosterneuburg bei Wien
- 2014: Quiz, kuratiert von Alexis Vaillant and Robert Stadler, Ensemble Poirel, Nancy
- 2015: Function Follows Vision, Vision Follows Reality, Kunsthalle Wien Karlsplatz
- 2015: Überschönheit, Salzburger Kunstverein
- 2016: Quiz 2, MUDAM, Luxemburg
- 2016: Display Show, Stroom, Den Haag

## Auszeichnungen
- 1999: Deutscher Akademischer Austauschdienst
- 2002: Dorothea-von-Stetten-Kunstpreis (Preisträgerin)
- 2003: Stipendium Neue Kunst in Hamburg e.V.
- 2004: Delfina Studio Trust, London
- 2005: Artist in Residence, Camden Art Centre, London
- 2012: Stipendium Deutsche Akademie Rom Villa Massimo, Rom
- 2013: Stanley Picker Fellowship, Kingston University, Kingston upon Thames
- 2015: Turner Prize (Nominierung)[8]

## Schriften
- Secession–Nicole Wermers, (hrsg. Wiener Secession), Revolver, 2004, ISBN 3-86588-031-2
- Zero Gravity (hrsg. Kunstverein für die Rheinlande und Westfalen), Verlag der Buchhandlung Walther König, 2001, ISBN 3-88375-501-X
- Women Between Buildings (Autorin Nicole Wermers), (hrsg. Kunstverein in Hamburg), Motto Books, Mai 2018, ISBN 978-2-94052-474-7
- Magical Soup, (hrsg. Anna-Catharina Gebbers, Nationalgalerie, Staatliche Museen zu Berlin), Wienand, 2020, ISBN 978-3-8683-2583-6

## Öffentliche Sammlungen
- Tate, London
- Museum für Moderne Kunst, Frankfurt am Main
- Bundeskunstsammlung, Berlin
- Hamburger Kunsthalle/Galerie der Gegenwart, Hamburg
- Karl-Ernst-Osthaus Museum, Hagen
- Government Art Collection, London